# Alfred W. McCoy
Pour les articles homonymes, voir McCoy.
Alfred William McCoy, né le 8 juin 1945, est professeur d'histoire du Sud-Est asiatique à l'université du Wisconsin à Madison.

## Biographie
Après des études doctorales à l'Université Columbia (New York, NY) et à l'Université Yale (New Haven, CT), il a consacré plusieurs ouvrages à la politique américaine dans le Sud-Est asiatique, hanté par les causes et les conséquences de la guerre du Viêt Nam.
Il a travaillé tout particulièrement sur le rôle du trafic de l'héroïne dans les politiques françaises et américaines en Thaïlande, au Viêt Nam et au Laos.
Professeur d’histoire à l’Université de Wisconsin-Madison. Auteur régulier pour TomDispatch, il préside également le projet Empires in transition, un groupe de travail mondial de 140 historiens, provenant d’universités issues de quatre continents.

## Conférences
- Causes and Cures: National Teleconference on the Narcotics Epidemic, November 9 1991, à la collégiale Marble de New York in Manhattan.

## Ouvrages

### Version Anglaise
- The politics of heroin in southeast Asia, by Alfred W. McCoy. The Washington Monthly Company, 1972.  (ISBN 0-06-131942-2)
- Closer Than Brothers: Manhood at the Philippine Military Academy, by Alfred W. McCoy. Yale University Press, 1999, 448 p.,  (ISBN 0-300-07765-3).
- A Question of Torture: CIA Interrogation, From the Cold War to the War on Terror, by Alfred W. McCoy. Holt paperbacks, 2006, 310 p.,  (ISBN 0-8050-8248-4).
- Policing America's empire the United States, the Philippines, and the rise of the surveillance state, by Alfred W. McCoy. University of Wisconsin Press, 2009, 672 p.,  (ISBN 0-299-23414-2).
- Laos: War and Revolution, codirection, 1970.
- The Politics of Heroin in Southeast Asia. CIA complicity in the global drug trade, by Alfred W. McCoy with Cathleen B. Read and Leonard P. Adams II, 1972,  (ISBN 0-06-012901-8).
- An Anarchy Of Families (state and family in the Philippines), 1998,  (ISBN 971-550-128-1).
- Closer Than Brothers: Manhood at the Philippine Military Academy, 1999,  (ISBN 0-300-07765-3).
- Alfred W. McCoy, "Requiem for a Drug Lord: State and Commodity in the Career of Khun Sa", in, Josiah McC. Heyman, ed., States and Illegal Practices (Oxford: Berg, 1999), p. 129–67.
- Alfred W. McCoy, "Mission Myopia: Narcotics as 'Fall Out' from the CIA's Covert Wars", in, Craig R. Eisendrath, ed., National Insecurity: U.S. Intelligence After the Cold War (Philadelphia: Temple University Press, 2000), p. 118–48.
- Alfred W. McCoy, "The Stimulus of Prohibition: A Critical History of the Global Narcotics Trade", in, Michael K. Steinberg, Joseph J. Hobbs, and Kent Mathewson., eds., Dangerous Harvest: Drug Plants and the Transformation of Indigenous Landscapes (New York: Oxford University Press, 2004), p. 24–111.
- Colonial Crucible: Empire in the Making of the Modern American State (volume rédigé en codirection avec Francisco A. Scarano), University of Wisconsin Press Spring 2009.
- Policing America's Empire: The United States, the Philippines, and the Rise of the Surveillance State University of Wisconsin Press Fall 2009.

### Version Française
- Alfred Mc Coy, Marseille sur Héroïne, L'Esprit Frappeur, 1999.
- Alfred Mc Coy, La politique de l’héroïne (l’implication de la CIA dans le trafic de drogues), ed Lezard, 1999.